# 裸でどこ行くの?
『裸でどこ行くの?』（はだかでどこいくの?、イタリア語: Dove vai tutta nuda?）は、1969年（昭和44年）製作・公開、パスクァーレ・フェスタ・カンパニーレ監督のイタリア映画である。イタリア式コメディの1作である。

## 略歴・概要
本作は、1969年、チェッキ・ゴーリ・グループ代表のマリオ・チェッキ・ゴーリが経営するフェア・フィルムが製作、同年完成した。オッタヴィオ・イェンマの執筆した原案を、イェンマ、パスクァーレ・フェスタ・カンパニーレ、サンドロ・コンティエンツァ、ルイジ・マレルバの4人が脚本を共同執筆した。プロデューサーのマリオ・チェッキ・ゴーリが法律家の役で出演している。
本作は、イタリアでは、同年9月12日、西ドイツ（現在のドイツ）では翌1970年（昭和45年）4月24日に公開された。2010年（平成22年）1月19日、「89分」のヴァージョンでDVDがチェッキ・ゴーリ・ヴィデオによりイタリアで発売された。
日本では、2011年（平成23年）2月現在に至るまで劇場公開、テレビ放映、DVD等のビデオグラム販売等は行われていない。

## スタッフ
- プロデューサー : マリオ・チェッキ・ゴーリ
- 監督 : パスクァーレ・フェスタ・カンパニーレ
- 原案 : オッタヴィオ・イェンマ
- 脚本 : サンドロ・コンティエンツァ （Sandro Continenza）、パスクァーレ・フェスタ・カンパニーレ、オッタヴィオ・イェンマ、ルイージ・マレルバ （Luigi Malerba）
- 撮影 : ロベルト・ジェラルディ （Roberto Gerardi [3]）
- 美術 : フランコ・ボッターリ （Franco Bottari）
- 衣裳 : ルカ・サバテッリ （Luca Sabatelli [4]）
- 編集 : マルチェロ・マルヴェスティート （Marcello Malvestito [5]）
- 製作主任 : ルチアーノ・ルナ （Luciano Luna [6]）
- 音楽 : アルマンド・トロヴァヨーリ

## キャスト
クレジット順
- トーマス・ミリアン （Tomás Milián） - マンフレード
- マリア・グラツィア・ブッチェッラ （Maria Grazia Buccella） - トニーノ
- ガストーネ・モスキン （Gastone Moschin） - 社長
- アンジェラ・ルーチェ （Angela Luce） - 娼婦
- レア・ランダー （Lea Lander [7]） - 社長夫人
- ヴィットリオ・ガスマン - ルーファス・コンフォーティ
- ティトー・ルデュック （Tito LeDuc [8]）
- ジャンカルロ・バデッシ （Giancarlo Badessi） - 給仕
- フレッド・ジャクソン （Fred Jackson [9]） - トニーノの元夫で写真家
- マリオ・チェッキ・ゴーリ - 法律家

## あらすじ
若い銀行員のマンフレード（トーマス・ミリアン）がある朝、目が醒めると隣に美女が全裸で眠っていた。全裸のトニーノ（マリア・グラツィア・ブッチェッラ）によれば、前夜に出逢って、スピード結婚したのだという。マンフレードは昨夜のことは酔っ払っていてまったく憶えていない。マンフレードと同じ建物に住む社長（ガストーネ・モスキン）とその夫人（レア・ランダー）を、妻トニーノの裸族という性癖や自由奔放な性格が、とんでもない事件につぎつぎに巻き込んでいく。

## 関連事項
- イタリア式コメディ

## 註
1. 1 2  Dove vai tutta nuda?, インターネット・ムービー・データベース （英語）, 2011年2月17日閲覧。
2. ↑  パスクァーレ・フェスタ・カンパニーレ、allcinema ONLINE, 2011年2月17日閲覧。
3. ↑  Roberto Gerardi - IMDb（英語）, 2011年2月17日閲覧。
4. ↑  Luca Sabatelli - IMDb（英語）, 2011年2月17日閲覧。
5. ↑  Marcello Malvestito - IMDb（英語）, 2011年2月17日閲覧。
6. ↑  Luciano Luna - IMDb（英語）, 2011年2月17日閲覧。
7. ↑  Lea Lander - IMDb（英語）, 2011年2月17日閲覧。
8. ↑  Tito LeDuc - IMDb（英語）, 2011年2月17日閲覧。
9. ↑  Fred Jackson - IMDb（英語）, 2011年2月17日閲覧。